# Veliki Zdenci
Veliki Zdenci est un village de la municipalité de Grubišno Polje (Comitat de Bjelovar-Bilogora) en Croatie. Au recensement de 2001, le village comptait 1 075 habitants.